# Lethrus kuldzhensis
Lethrus kuldzhensis is een keversoort uit de familie mesttorren (Geotrupidae). De wetenschappelijke naam van de soort werd in 1926 gepubliceerd door Lebedev.